# Frank Piller
Frank Piller (* 1969) ist ein deutscher Wirtschaftswissenschafter und Hochschullehrer für Technologie- und Innovationsmanagement an der RWTH Aachen.

## Leben
Nach seinem Abitur am Pius-Gymnasium Aachen studierte Piller bis 1994 Betriebswirtschaftslehre an der Julius-Maximilians-Universität in Würzburg und der promovierte im Jahr 1999 zum Dr. rer. pol. mit einer Dissertation zum Thema Mass Customization. Piller  habilitierte sich 2004 an der Technischen Universität München. Seine Habilitationsschrift verfasste er zum Thema Open Innovation am Lehrstuhl IOM von Ralf Reichwald.
Von 2004 bis 2007 war Piller als Research Fellow an der MIT Sloan School of Management, Cambridge, MA, USA, tätig. Seit Mitte 2007 ist er Ordinarius für Technologie- und Innovationsmanagement und von 2015 bis 2021 war er Vize-Dekan der Fakultät für Wirtschaftswissenschaften an der RWTH Aachen. An der RWTH leitet er zudem als akademischer Direktor den Executive MBA der RWTH Aachen, der von der RWTH Business School als offizielle Weiterbildungseinrichtung der RWTH Aachen für den Bereich Management angeboten wird.
Piller forscht über kundenzentrierte Innovations- und Wertschöpfungsprozesse (insb. Mass Customization), Open Innovation, Management disruptiver Geschäftsmodelle und wie Wandel in etablierten Unternehmen gestaltbar ist. Sein gegenwärtiges Thema ist Hybride Intelligenz, d. h. Leadership und Entscheidungsfindung im Zeitalter der Künstlichen Intelligenz. Als Principal Investigator im Exzellenzcluster „Internet der Produktion“ forscht er u. a. zu Entscheidungsfindung und Geschäftsmodelltransformation im Zeitalter von KI/ML, Industrie 4.0 und industriellen Datenökosystemen. Er ist im Forschungsbeirat der nationalen Plattform Industrie 4.0 der Bundesregierung.

## Veröffentlichungen (Auswahl)
Piller veröffentlichte bisher zahlreiche Aufsätze und seine wissenschaftliche Leistung spiegelt sich in einem h-Index von 72 (Google Scholar) wider.
- Alexandra Gatzweiler, Vera Blazevic, Frank Piller: Dark Side or Bright Light: Managing Deviant Content in Consumer Ideation Contests. In: The Journal of Product Innovation Management. Band 34, Nr. 6, 2017, S. 772–789.
- D. Roberts, D. Lüttgens und F. Piller: Mapping the Impact of Social Media for Innovation: The Role of Social Media in Explaining Innovation Performance in the PDMA Comparative Performance Assessment Study. In: The Journal of Product Innovation Management. Band 33, 2016, S. 117–135.
- D. Antons und F. Frank Piller: Opening the Black Box of „Not Invented Here“: Attitudes, Decision Biases, and Behavioral Consequences. In: Academy of Management Perspectives. Band 29, Nr. 2, 2015, 2, S. 193–217.
- S. Kortmann, C. Gelhard, C. Zimmermann und F. Piller: Linking Strategic Flexibility and Operational Efficiency: The Mediating Role of Ambidextrous Operational Capabilities. In: Journal of Operations Management. Band 32, Nr. 5, 2014, S. 475–490.
- C. Weller, R. Kleer und F. Piller: Economic Implications of 3D Printing: Market Structure Models in Light of Additive Manufacturing Revisited. In: International Journal of Production Economics. Band 164, Juni 2015, S. 43–56.
- F. Salvador, M. de Holan und F. Piller: Cracking the Code of Mass Customization. In: MIT Sloan Management Review. Band 50, Nr. 3, 2009, S. 70–79.
- F. Piller: Observations on the present and future of mass customization. In: Flexible Services and Manufacturing Journal. Band 19, Nr. 4, 2007, S. 630–636.
- F. Piller und D. Walcher: Toolkits for idea competitions: A novel method to integrate users in new product development. In: R&D Management. Band 36, Nr. 3, 2006, S. 307–318.
- N. Franke und F. Piller: Value Creation by Toolkits for User Innovation and Design: The Case of the Watch Market. In: Journal of Product Innovation Management. Band 21, Nr. 6, 2004, S. 401–415.
- F. Piller and J. West: Firms, Users, and Innovation: An Interactive Model of Coupled Open Innovation. In: Henry Chesbrough, Wim Vanhaverbeke & J. West (Hrsg.): New Frontiers in Open Innovation. Oxford University Press, Oxford 2014, S. 29–49.
- K. Diener und F. Piller: The Market for Open Innovation. The 2013 Open Innovation Accelerator Survey. 2. Auflage. Lulu Inc., Raleigh, NC 2013.
- F. Piller, K. Möslein, C. Ihl und R. Reichwald: Interaktive Wertschöpfung: Open Innovation, Individualisierung und neue Formen der Arbeitsteilung. 3. Auflage. Gabler, Wiesbaden 2017 (Erste Auflage 2006).
- F. Piller: Mass Customization. In: Charles Wankel (Hrsg.): The Handbook of 21st Century Management. Sage Publications, Thousand Oaks, CA 2008, S. 420–430,
- F. Piller: Mass Customization. 4. Auflage. Gabler, Wiesbaden 2006.